# 比格斯凱 (蒙大拿州)
比格斯凱（英語：Big Sky）是位於美國蒙大拿州加拉廷縣及麥迪遜縣的普查規定居民點。

## 人口
根據2020年美國人口普查的數據，比格斯凱的面積為311.43平方千米，當中陸地面積為310.81平方千米，而水域面積為0.61平方千米。當地共有人口3591人，而人口密度為每平方千米11.53人。